# Los días santos
Leo Quinteros, ahora! es el quinto álbum de estudio del cantautor chileno Leo Quinteros, lanzado en 2010 de manera independiente y bajo la placa Andes Empire Records.

## Lista de canciones
| Los días santos |                       |          |  |
| N.º             | Título                | Duración |  |
| 1.              | «La reacción del mar» |          |  |
| 2.              | «Cheerleader»         |          |  |
| 3.              | «Dígame usted»        |          |  |
| 4.              | «Nuestros sábados»    |          |  |
| 5.              | «Comprar el sur»      |          |  |
| 6.              | «Los días santos»     |          |  |
| 7.              | «Efectos»             |          |  |
| 8.              | «Santiago centro»     |          |  |
| 9.              | «No parece»           |          |  |

## Créditos
Intérpretes
- Leo Quinteros: voz, guitarra, piano
- Cristián Sotomayor: batería (invitado)
- Felipe Cadenasso: guitarra eléctrica (invitado)
- Antonio del Favero: teclado y programación (invitado)
- Cristián Espiñeira: bajo (invitado)